# Кеннерделл (Пенсільванія)
Кеннерделл (англ. Kennerdell) — переписна місцевість (CDP) в США, в окрузі Венанго штату Пенсільванія. Населення — 176 осіб (2020).

## Географія
Кеннерделл розташований за координатами 41°16′43″ пн. ш. 79°49′19″ зх. д. / 41.27861° пн. ш. 79.82194° зх. д. (41.278697, -79.821951).  За даними Бюро перепису населення США в 2010 році переписна місцевість мала площу 5,82 км², уся площа — суходіл.

## Демографія
Згідно з переписом 2010 року, у переписній місцевості мешкало 247 осіб у 117 домогосподарствах у складі 79 родин. Густота населення становила 42 особи/км².  Було 328 помешкань (56/км²).
Расовий склад населення:
| - 98,0 % — білих - 0,8 % — азіатів |

До двох чи більше рас належало 1,2 %. Частка іспаномовних становила 0,0 % від усіх жителів.
За віковим діапазоном населення розподілялося таким чином: 11,3 % — особи молодші 18 років, 60,0 % — особи у віці 18—64 років, 28,7 % — особи у віці 65 років та старші. Медіана віку мешканця становила 54,2 року. На 100 осіб жіночої статі у переписній місцевості припадало 107,6 чоловіків;  на 100 жінок у віці від 18 років та старших — 116,8 чоловіків також старших 18 років.
Середній дохід на одне домашнє господарство  становив 52 779 доларів США (медіана — 36 875), а середній дохід на одну сім'ю — 68 568 доларів (медіана — 52 188). За межею бідності перебувало 2,8 % осіб, у тому числі 8,3 % дітей у віці до 18 років та 0,0 % осіб у віці 65 років та старших.
Цивільне працевлаштоване населення становило 60 осіб. Основні галузі зайнятості: оптова торгівля — 30,0 %, роздрібна торгівля — 21,7 %, освіта, охорона здоров'я та соціальна допомога — 20,0 %.